# Петербургские трущобы
«Петербургские трущобы. Книга о сытых и голодных» — авантюрный роман Всеволода Крестовского, наиболее известное его произведение. Роман был написан под влиянием и при поддержке писателя  Н. Г. Помяловского. Он дал ему идею большого романа в духе «Парижских тайн» Э. Сю, в котором соединилась бы реалистическая и романтическая тенденции. Опубликован впервые в журнале «Отечественные записки» (1864—1866), отрывки вышли также в журнале «Эпоха» (1864), отдельным изданием роман вышел в 4 томах (1867) и выдержал несколько переизданий.
Роман был одним из самых популярных литературных произведений в России второй половины XIX века. Авантюрный сюжет, психологически и реалистически точные образы персонажей, знакомые читателям места, где разворачивается действие, типические зарисовки жизни разных слоёв общества — всё это вызывало читательский интерес и повсеместное обсуждение. Высказывания были самые различные: И.С. Тургенев назвал его «чепухой», известный издатель и журналист А.С. Суворин иронически отметил «стенографизм» произведения, а В.И. Немирович-Данченко, напротив, относился к большинству читателей, хваливших роман, особо подчёркивая динамичность действия.
Постепенно роман стал забываться. В 1936 году П. М. Керженцев жаловался, что «„Академия“ и другие издательства усиленно издают романы бульварного <…> характера» и приводил в качестве примера «Петербургские трущобы». Но в конце 80-х годов XX века, в период Перестройки, был переиздан в двух томах (затем переиздан в 1994 и 2005), и поставленные им социальные проблемы снова привлекли внимание читателей.

Однако объективности ради следует сказать, что книга эта представляет собой сочетание авантюрного романа с ярко выраженной детективной интригой и произведения остросоциального, показывающего, какая неизмеримая пропасть разделила «верхи» и «низы» русского общества, аристократию и городское «дно». Оба эти обстоятельства и обеспечили успех книги в самых разных общественных слоях.— из предисловия изданию 2005 года И. Скачкова

## Краткое содержание
В романе множество сюжетных линий и героев. Начинается он с обычной грустной истории — смерти барина, не успевшего дать вольную своей крепостной дочери Наташе и признать её официально. В права наследства вступает сестра барина, княгиня Чечевинская — скупая до болезненности женщина. Именно с её несправедливости и жестокости, столь обыденных, что их трудно в контексте эпохи назвать преступлением, и начинается всё последующее насилие, уничтожившее в конце концов и саму старую барыню княгиню Чечевинскую, и всю её семью. Мать Наташи забивают до смерти крепостные, отводящие душу за то, что она, такая же крепостная, как и они, стала любимицей старого барина и хозяйничала в доме над ними. Наташа, которую воспитывали дома как любимую дочь и молодую барышню, получила прекрасное образование с обязательным знанием литературы, музыки и французского языка, но насильно становится крепостной девкой у своей двоюродной сестры, дочери княгини Чечевинской Анны, до того жившей в деревенском имении с отцом, презиравшим пустой и чванливый петербургский высший свет.
Наташа поклялась отомстить всем Чечевинским, а пока её привозят в деревню к Анне, где идёт своя тихая жизнь: один из главных персонажей -князь Шадурский от скуки, пока живёт летом в своём имении, соблазняет юную соседку из находящегося рядом имения — княжну Анну Чечевинскую. Однако, лето кончается, герои возвращаются в светскую жизнь Петербурга. Но Анна беременна… Она рожает дочь Шадурского в тайном приюте для таких же, как она, «незаконных» рожениц. И не знает, что в соседней палате на другой же день после её родов рожает мальчика другая женщина — княгиня Шадурская, законная жена князя, но рожает она ребёнка не от него, а от человека, работавшего в их доме управляющим Морденко, чьи амбиции и стремления заставляют его желать сровняться со знатными господами.
Наташа по распоряжению Анны относит новорождённую дочку анонимно в дом Шадурских, что становится известно жене князя. Князь обращается к генеральше фон Шпильтце, которая отдаёт девочку в заведение Амалии Потаповны. Генеральша занимается всем понемногу: немножко шантажа, чуть-чуть сводничества и интимных услуг молоденьких девственниц. Сцена разоблачения Морденко и княгини, последовавшая пощёчина от князя, вызывают у жены преждевременные роды. Сына княгини Шадурской, не принимаемого в княжеском доме, забирает к себе его отец, оставшийся из-за бесчестья нищим, без работы и промышляющий ростовщичеством. Автор точно обозначил время событий: «5 мая 1838 г. молодая женщина подкидывает в дом князя Дмитрия Шадурского новорождённую девочку…». Крепостное право будет упразднено более чем через 20 лет.
Анна Чечевинская, как ей объяснила Наташа, изгнана из дома матерью, ей некуда деваться, она становится проституткой Чухой (в предисловии к роману Крестовский рассказывает о потрясшем его случае, когда из публичного дома в очень бедном районе выскочили несколько шлюх в разодранной одежде, преследуемые пьяным мужиком, и одна из них громко ругалась на чистом русском языке, то и дело вставляя такие же чистые французские фразы). В течение долгого времени читатель, занятый другими действующими лицами, вообще не знает, что происходит с ней. Наташа, продолжая мстить и желая во что бы то ни стало вырваться из кабалы, крадёт все деньги и ценности Чечевинских и скрывается за границей со своим любовником, талантливым, бедным и совершенно бесправным художником-поляком. А маленькая Маша, дочь Анны, тем временем выросла у простых деревенских людей, и Амалия Потаповна собирается использовать её в своих делах. Ничего не зная о себе, Маша становится любовницей своего брата по отцу, молодого князя Владимира Шадурского, скучающего от безделья и потому крутящего романы, как когда-то его отец. Так же беспросветно складывается судьба мальчика Вани Вересова, внебрачного сына княгини Шадурской и её управляющего Морденко. Маша и Ваня встречаются в трущобах Петербурга, но ничего не знающие о своих историях, о том, как связаны и похожи их судьбы, даже не интересуются друг другом. Переночевав в заброшенной барже зимой в жуткий холод и разделив последние гроши, они спасаются в церкви, но утром расходятся в разные стороны. Автор сам пишет, что, может быть, не будь им так тяжело выживать, они бы обратили внимание друг на друга — но этого не случилось. Условия, в которых они оказались, уничтожают и любовь, и влюблённость, в них нет места проявлениям чувств. Жизнь обитателей трущоб Петербурга мучительна и полна страданий, уход из такой жизни воспринимается как счастливое избавление (история дочери проститутки Крысы, работающей в борделе с 12 лет; нищие на паперти с арендованными младенцами в руках; свадьба уродов в малиннике; безразличие и цинизм работников больницы; тюремный быт).
Случайное стечение обстоятельств сводит Чуху и её брата. Теперь он шулер и граф Каллаш, вернувшийся в Россию из-за границы. Узнав сестру в Чухе и в одной из своих подельниц её служанку Наташу, решает восстановить справедливость и помогает деньгами. Чуха находит свою дочь слишком поздно, Маша сильно больна и умирает от чахотки.
Кажется, что вот-вот справедливость восторжествует. Морденко, кто всю жизнь скупал векселя Шадурских, чтобы потом «пустить их по миру», умирает, оставляя Вересову состояние и наказ покарать обидчиков. Но на признание княгини Шадурской, что она мать Вересова, Иван, не знавший материнской ласки, отдаёт все векселя ей даром. Остальное состояние он тратит на нуждающихся и розыски Маши, чтобы обеспечить ей достойную жизнь. Но, встречая похоронную процессию и узнав в покойнице Машу, понимает, что опоздал. Слабое душевное здоровье окончательно подорвано и он сходит с ума.
Кроме женщин семьи Чечевинских прихоть молодого князя Владимира Шадурского разрушила жизни и судьбы семьи Бероевых. Маленьким светлым пятном выглядят семья Юлии Бероевой и её муж с детьми (в романе, в отличие от фильма, он не стреляется и не умирает, а спасает свою семью). Случайно Юлия Бероева приглянулась на балу Владимиру, чья разгульная жизнь поощрялась с 11 лет учителем-сластолюбцем и приключения с женщинами были в ней в порядке вещей. Молодой Шадурский заключает пари и с помощью генеральши фон Шпильце и зелья её врача проводит с Бероевой ночь. Муж Бероевой по рабочим делам долгое время в Сибири и о беременности жены и её бесчестии ничего не знает. Чтобы история не стала известна в свете, душеприказчик Шадурских, Полиевкт Хлебонасущенский, отправляет Бероевых в тюрьму: Юлию — по ложному обвинению в покушение убийства Шадурского-младшего, её мужа — за распространение «Колокола». Но истинная любовь и преданность способна вытерпеть все невзгоды судьбы. Наверное, поэтому в конце романа автор заставляет их покинуть Россию. Полные надежд на новую свободную жизнь по освобождению (обвинение признали клеветой), они уплывают в Америку.
Ясно, что разгульная жизнь не могла не наложить отпечаток на семью Шадурских. Княгиня, поддавшись альфонсу, ссужает ему приличные суммы, так как отдавать их любовник не собирается, при помощи того же врача он отравляет свою благодетельницу. Молодой князь, погнавшись за лёгкими деньгами, попадается на крючок аферистов и оказывается в тюрьме. Старый князь, поверив Наташе, обязуется обеспечивать её ребёнка, так как принимает его за своего наследника. Брат Чухи играет с князем злую шутку и заставляет его жениться на Анне, так восстанавливая её в правах на честное имя, поруганное в молодости.
В романе Крестовского, в отличие от созданного по мотивам произведения сериала «Петербургские тайны», (1995), почти нет положительных персонажей. Но также все они — жертвы социальной системы. И жертвы друг друга. Анна — проститутка, брат Анны — форменный вор, его друг Сергей Ковров — убийца, князь Шадурский — лицемерный обольститель, княгиня Шадурская — сумасбродная изменщица.
В ситуациях, показанных в романе, нет места благородству и чести, нет места даже элементарной человеческой доброте и порядочности. Чудовищная социальная структура уничтожает всё хорошее и доброе в человеке. Жестокость и бесправие — социальное, национальное, материальное — может породить и порождает лишь ещё большие жестокость и бесправие. Общество глухо, общество равнодушно. Такое общество уничтожает само себя. Автор обвиняет его, ведя рассказ сурово и вместе с тем просто, без прикрас и эпитетов. Роман «Петербургские трущобы» Н. С. Лесков считал «самым социалистическим романом на русском языке».

## Особенности языка
Роман Крестовского написан тяжёлым канцелярским языком XIX века. Также автор ввёл большой пласт арготической лексики в диалоги персонажей, для того, чтобы передать читателю жизнь "пропавшего люда" без всяких преувеличений и прикрас. В произведении арготизмы функционируют как в монологической, так и в диалогической речи.

## Экранизации романа

### Петербургские трущобы (1915)
Самая первая, 4-серийная (5889 метров) экранизация романа, поставленная Владимиром Гардиным, Петром Чардынином и Яковом Протазановым на студии Ханжонкова. В ней снялись такие знаменитости, как Ольга Преображенская, Иван Мозжухин и Владимир Максимов. Фильм был одним из серийных «боевиков» (в 1910-е годы слово «боевик» применительно к кинофильму было не жанровым определением, а переводом английского «хит») и, как и роман, пользовался большой популярностью. Не сохранился.

### Петербургские тайны (1994)
В 1994 году по мотивам романа студией «Сериал» и ТО «Экран» был снят телесериал «Петербургские тайны». Однако сценаристы лишь взяли за основу сложный и многоплановый сюжет литературного произведения Крестовского, во многом переиначив канву повествования и действующих лиц романа. Убрав в большей степени социальную направленность романа, авторы сделали ставку на его авантюрную часть. Так, авторы фильма решили поженить незаконнорождённых Машу и Ваню, матёрого бандита Коврова наградили благородством, отвагой и нежной душой, способной на высокую верную любовь, а мошенника Николая Чечевинского превратили в эдакого русского «графа Монте-Кристо», благородного и справедливого мстителя.